# Orden de Santa Clara de la Regla de Urbano IV
La Orden de Santa Clara de la Regla de Urbano IV (oficialmente en latín: Ordo Sanctae Clarae regulae Urbani IV) es una orden religiosa católica monacal de mujeres, de vida contemplativa, de monasterios autónomos y de derecho pontificio, fundada en 1263 a partir de la unión de varios monasterios de clarisas, bajo la regla de Urbano IV. A las religiosas de este instituto se les conoce como clarisas urbanistas y posponen a sus nombres las siglas O.S.C.Urb

## Historia

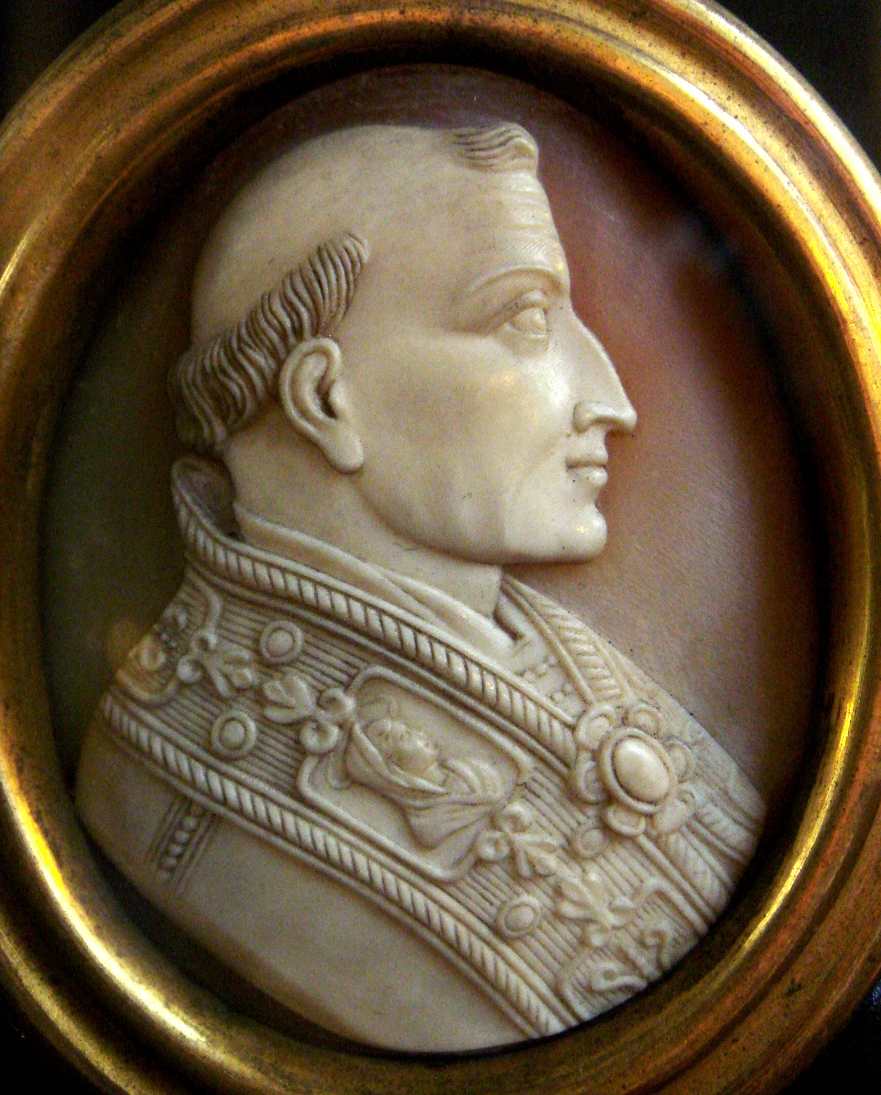
La reforma de la regla de santa Clara, aprobada por el papa Urbano IV (1195-1264), en 1263, provocó la división de la orden en damianitas y urbanianas.

De la fundación de la Orden de las Hermanas Pobres, fundadas por Clara y Francisco de Asís, a la promulgación de la primera regla, pasaron unos cuarenta años. En estos años surgieron numerosos monasterios de clarisas, todos bajo la Regla de san Benito, aunque inspirados en las enseñanzas o testamentos espirituales de los fundadores. Solo a partir de 1218, Ugolino de Segni inició a dedicarse a la formación de una regla propia, pero este fue un proceso lento. La regla de Ugolino preveía la extensión a todos los monasterios del privilegio de la pobreza, revisada y aprobada por Clara, fue promulgada por el papa Inocencio IV el 9 de agosto de 1253. Sin embargo, numerosos monasterios rechazaron el rigor de la regla de santa Clara, por lo que pidieron al cardenal protector Giovanni Gaetano Orsini, de componer una nueva regla, que fue aprobada por el papa Urbano IV el 18 de octubre de 1263, por ello se conoce como Regla urbaniana, que permitió a las religiosas poseer bienes propios en común. De la unión de todos los monasterios que siguieron esta regla, surgió una rama de la Orden de Santa Clara con el nombre de Orden de Santa Clara de la Regla de Urbano IV, conocidas simplemente como clarisas urbanianas.

## Organización
La Orden de Santa Clara de la Regla de Urbano IV es un instituto religioso de derecho pontificio, de clausura monástica y de monasterios autónomos, los cuales están gobernados por una madre abadesa. Constituye la Segunda Orden de los franciscanos conventuales.
Las clarisas urbanianas de la adoración perpetua se dedican a la contemplación y a las obras de misericordia. En 2017, la orden contaba con 865 religiosas y 74 monasterios.